# Заглик (Боханский район)
Заглик — деревня в Боханском районе Иркутской области России. Входит в состав Новоидинского муниципального образования. Находится примерно в 5 км к западу от районного центра.

## Население
По данным Всероссийской переписи, в 2010 году в деревне проживало 250 человек (126 мужчин и 124 женщины).

## Известные уроженцы
- Дадуев, Иннокентий Дарбаевич (1891—1970) — бурятский поэт.